# Federico Sturzenegger

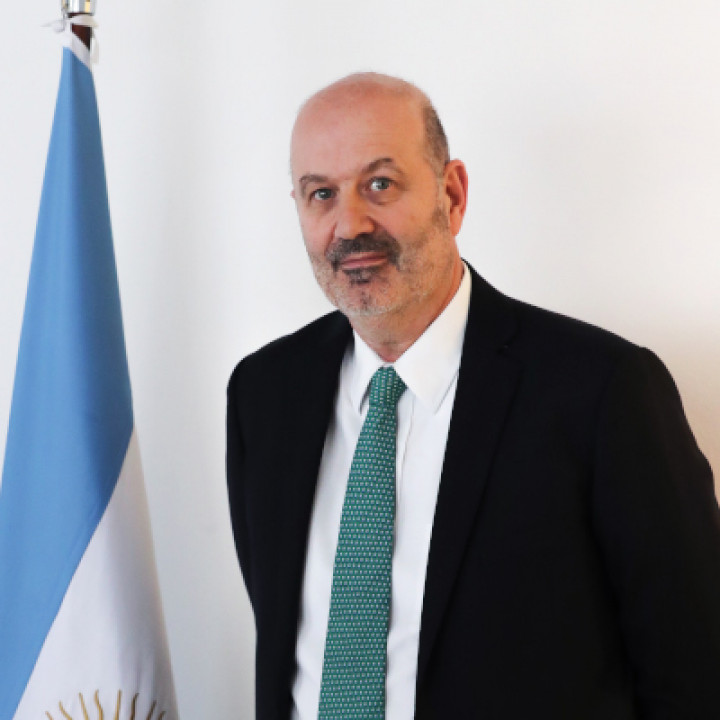
Federico Sturzenegger (2024)

Federico Adolfo Sturzenegger (* 11. Februar 1966 in Rufino) ist ein argentinischer Wirtschaftswissenschaftler und Politiker.

## Herkunft und Ausbildung
Sturzenegger stammt aus einer ursprünglich schweizerischen Familie aus Appenzell. Er studierte an der Universität La Plata, hielt einen Lehrauftrag an der Kennedy School of Government der Harvard-Universität und promovierte am Massachusetts Institute of Technology. Von 1995 und 1998 war er leitender Ökonom des Ölkonzerns YPF.

## Politische Karriere
Im Jahr 2001 war er während der Amtszeit Fernando de la Rúas Staatssekretär für Wirtschaftspolitik im Wirtschaftsministerium. Im November 2001, einen Monat vor dem Zusammenbruch der argentinischen Wirtschaft, trat er zurück.
2008 übernahm er unter Mauricio Macri, dem damaligen Bürgermeister von Buenos Aires, die Leitung der Banco Ciudad und machte sie zu dem rentabelsten Staatsbetrieb Argentiniens. Von 2013 bis 2015 war er Abgeordneter im argentinischen Parlament (Cámara de Diputados) für die Partei Propuesta Republicana. Als Mauricio Macri 2015 Präsident von Argentinien wurde, berief er Sturzenegger als Vorsitzenden der Zentralbank Argentiniens. Er propagierte moderne Zahlungsmethoden wie PEI (Immediate Electronic Payment), Zahlungen mittels Mobiltelefonen und die Verwendung von QR-Codes. Wegen Problemen der argentinischen Währung musste Zentralbankchef Sturzenegger im Sommer 2018 zurücktreten.
Er zog sich daraufhin zunächst aus der Politik zurück und unterrichtete Wirtschaftswissenschaften in Harvard. Parallel schrieb er ein wirtschaftsliberales Strategiepapier, in dem er mehrere hundert Gesetzesänderungen und Reformen auflistete.
Im Wahlkampf 2023 beriet Sturzenegger die Kandidatin Patricia Bullrich (PRO) und galt als möglicher Wirtschaftsminister. Nach Bullrichs Wahlniederlage wandte sich Sturzenegger Javier Milei zu. Als Argentiniens neu gewählter Präsident Javier Milei Ende 2023 bekannt gab, wie er sein Land reformieren will, stand neben ihm Sturzenegger als Berater. Medien beschreiben ihn als Mileis Gehirn und als Architekten von Mileis wirtschaftlicher Schocktherapie. Er berät Milei bei drastischen Deregulierungsschritten. Zu seinen Hauptforderungen gehört die Privatisierung von staatlichen Unternehmen, die er für ineffizient und korrupt hält, sowie die Entmachtung von Gewerkschaften.
Im Juli 2024 berief Präsident Milei den Ökonomen Sturzenegger in sein Kabinett als Minister für Deregulierung und Transformation des Staates (Ministro de Desregulación y Transformación del Estado). Bis zum 8. Juli 2025 hat Milei ihm Zeit gegeben, sein Gesetzespaket Ley Bases umzusetzen, angefangen bei Deregulierung und Privatisierung über umfassenden Zugeständnisse für Investoren bis hin zu außerordentlichen Befugnissen für die Regierung.

## Veröffentlichungen
- mit Filipe Campante und Andrés Velasco: Advanced Macroeconomics. LSE Press, London, 2021. ISBN 978-1-909890-69-5.